# Spin City
Spin City est une série télévisée américaine, en 145 épisodes de 22 minutes, créée par  Gary David Goldberg et Bill Lawrence et diffusée entre le 17 septembre 1996 et le 30 avril 2002 sur le réseau ABC.
En France, la série a été diffusée entre le 7 septembre 1997 et le 27 décembre 2003 sur Jimmy puis sur Canal+ dans la case Samedi Comédie. France 2 diffuse l'épisode 18 le 24 janvier 1998 lors d'une après-midi spéciale La Famille Sitcom. Elle sera rediffusée ensuite sur Comédie ! puis à partir du 23 septembre 2006 sur France 3 et enfin dès le 2 janvier 2007 sur France 4.
La série était tournée en présence d'un public.

## Synopsis

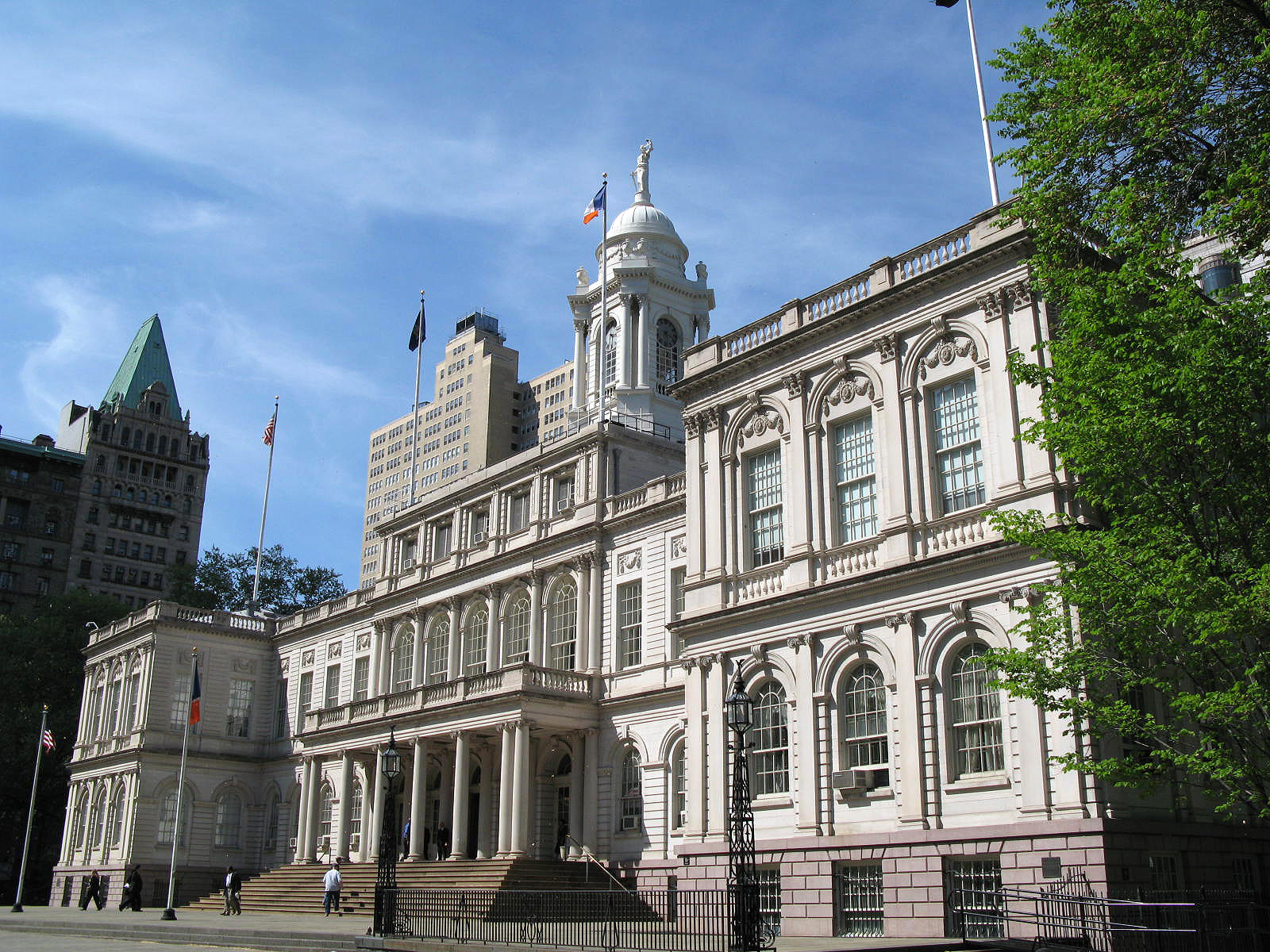
La mairie de New York où se déroule Spin City

Michael « Mike » Flaherty est le bras droit et chef du cabinet du maire de New York, Randall Winston. Assisté d'une équipe peu efficace mais attachante, sa mission consiste essentiellement à rattraper les bévues d'un maire gaffeur.
En 1999, le maire décide de se présenter au Sénat et engage Caitlin Moore pour assurer sa campagne, impliquant dès cet instant une grande rivalité avec Mike. 
En 2000, à la suite d'un malentendu, Mike démissionne pour partir à Washington. Il est alors remplacé par Charlie Crawford, qui a une réputation des plus sulfureuses.

## Distribution

### Personnages principaux
- Michael J. Fox (VF : Luq Hamet) : Michael « Mike » Patrick Flaherty (saisons 1 à 4 - invité saison 6)

Ex-Premier bras droit du maire, Mike est entièrement dévoué à son travail. Politicien sûr de lui, sans scrupules et souvent efficace, c'est aussi un personnage égocentrique, exprimant mal ses sentiments, et, de ce fait, à la vie sentimentale peu stable. À la fin de la quatrième saison, il quitte l'administration Winston pour protéger son équipe à la suite d'un scandale. Il se reconvertit ensuite dans la politique environnementale et travaille à Washington. 
Il refait une brève apparition dans les premiers épisodes de la saison 6, où sa phobie de l'engagement semble le reprendre. Il finira toutefois par épouser sa compagne, Allison, en présence de ses anciens collègues et amis.
- Barry Bostwick (VF : Bernard Tiphaine) : le maire Randall M. Winston Jr./Mrs. Winston (la mère du maire, en photo seulement)

Typique WASP américain élevé dans la ouate, le Maire n'a que rarement conscience des réalités de la ville et offusque régulièrement les diverses communautés, professions ou institutions qui la composent : les membres de son équipe doivent alors rattraper tant bien que mal ses bévues. Dans sa vie privée, ses réactions sont souvent infantiles, irresponsables et égoïstes, et il est brouillé avec la plupart des membres de sa famille (y compris sa femme, dont il se plaît à rappeler le coûteux divorce). Il est originaire du Connecticut.
- Alan Ruck (VF : Laurent Morteau) : Stuart Bondek

Obsédé sexuel, homophobe et amateur de blagues douteuses, Stuart aime plus que tout piéger ses collègues de façon cruelle et malveillante ou tenter, sans succès, de mettre les femmes de la mairie dans son lit. En dépit de leurs grandes différences de caractère, il devient le colocataire de Carter et son meilleur ami. Parmi ses relations durables, on peut compter Deidre, une jeune collègue aussi détestable et délurée que lui.
- Michael Boatman (VF : Olivier Destrez) : Carter Sebastian Heywood

Embauché dans le pilote pour représenter les minorités (il est lui-même noir et homosexuel) à la mairie, Carter fait figure de conseiller matrimonial pour à peu près toute l'équipe. Il est généralement avisé, mais aussi d'une grande vanité et parfois pompeux. Son meilleur ami est Stuart, et il a pour animal de compagnie un (très) vieux chien suicidaire, qui a pour nom Rags. À la fin de la saison 6 il a un fils prénommé Sam.
- Connie Britton (VF : Corinne Le Poulain) : Nicole « Nikki » Catherine Faber (saisons 1 à 4)

Célibataire endurcie, Nikki est continuellement à la recherche de l'homme de sa vie, mais tombe régulièrement sur des individus peu recommandables, ou fait des gaffes qui compromettent ses relations. Elle sort un temps avec Mike. À la mairie, elle semble s'occuper essentiellement des budgets. 
- Richard Kind (VF : Gérard Surugue) : Paul Thomas Lassiter

D'origine irlandaise, Paul est l'attaché de presse du Maire. Goinfre, lèche-bottes et radin, il s'attire généralement des ennuis, dans sa vie privée comme professionnelle, par sa stupéfiante bêtise. Dans la seconde saison, il se marie à Claudia, la présidente (et unique membre) de son fan-club, qui le quitte par la suite pour se faire nonne. D'une façon assez surprenante, sa mère est une très belle femme.
- Alexander Chaplin (VF : Olivier Korol) : James Hobert III (saisons 1 à 4)

Ex-Natif du Wisconsin, James, qui écrit les discours du Maire, est l'archétype du campagnard naïf, encore très immature, ce qui en fait la cible idéale des blagues de Stuart. Cependant, il possède de nombreux talents cachés : il chante, construit des bateaux miniatures et est champion de concours de cochons.
- Carla Gugino (VF : Michèle Lituac) : Ashley Schaeffer (saison 1 - invitée saison 3)

Journaliste ambitieuse et première compagne de Mike, elle vit avec lui une relation de couple houleuse du fait de son obsession à traquer les failles de l'administration Winston. Elle finit par quitter New York au milieu de la première saison pour poursuivre sa carrière à Los Angeles.
- Victoria Dillard (VF : Élisabeth Fargeot) : Janelle Cooper (saisons 2 à 4 - récurrente saison 1)

Ex-Secrétaire de Mike puis du Maire, avec qui elle a d'ailleurs une aventure, Janelle a beaucoup de répondant et d'ambition. 
- Jennifer Esposito (VF : Murielle Naigeon) : Stacey Paterno (saisons 3 et 4 - récurrente saison 2)

Ex-Deuxième secrétaire de Mike, Stacey est italo-américaine et a obtenu son poste en donnant une (fausse ?) lettre de recommandation d'Al Pacino. Jeune femme au fort caractère, superficielle et s'habillant de façon voyante, elle se fait régulièrement draguer par Stuart. Sa grand-mère posséderait des pouvoirs magiques... Le personnage disparaît sans explication au milieu de la troisième saison.
- Heather Locklear (VF : Dominique Dumont) : Caitlin Moore (saisons 4 à 6)

Directrice de campagne, Caitlin Moore est engagée pour aider le Maire à se faire élire comme Sénateur. Une rivalité s'installe immédiatement entre elle et Mike, qui l'accuse d'être une pimbêche autoritaire (une "Miss Perfection") et n'aime pas son influence sur le Maire. C'est cependant une redoutable professionnelle, moins coincée qu'elle n'en a l'air : elle a notamment été mariée à un réalisateur anglais mégalomane et (lamentablement...) participé à l'émission "Star Search".
- Charlie Sheen (VF : Guillaume Lebon) : Charlie Crawford (saisons 5 et 6)

Bras droit du Maire après le départ de Mike, Charlie Crawford envisage ce poste comme sa seconde chance en politique, car il traîne une réputation sulfureuse. Homme à femmes, habitué à un fonctionnement plus carré, il est parfois déboussolé par le manque de professionnalisme de son équipe, mais finit pas s'attacher à eux et à avoir une relation amoureuse stable avec Caitlin. 
- Lana Parrilla (VF : Victoire Theismann) : Angie Ordoñez (saison 5)

Ex-Secrétaire latino-américaine de Charlie.

### Personnages secondaires[6]
- Sylvia Kauders : Roberta (6 épisodes)
  - (Saison 1, Épisodes 2, 6, 13 et 19)
  - (Saison 2, Épisodes 3 et 8)

- Taylor Stanley (VF : Joëlle Guigui) : Karen (8 épisodes)
  - (Saison 1, Épisodes 1, 2, 4, 7, 8, 11, 12 et 15)

- Paula Marshall (VF : Dorothée Jemma) : Laurie (7 épisodes)
  - (Saison 2, Épisodes 1, 2, 3, 4, 17 et 18)
  - (Saison 3, Épisode 5)

- Faith Prince (VF : Colette Nucci/Annick Cisaruk) : Claudia (20 épisodes)
  - (Saison 1, Épisodes 14, 15, 16, 18, 19, 20 et 24)
  - (Saison 2, Épisodes 1, 5, 11, 17, 18, 19, 21, 23 et 24)
  - (Saison 3, Épisodes 4, 13, 21 et 22)
  - (Saison 5, Épisode 5)

- Heidi Klum (VF : Rafaèle Moutier) : Heidi Klum (7 épisodes)
  - (Saison 3, Épisodes 1, 2, 3, 5, 25 et 26)
  - (Saison 4, Épisode 1)

- Beth Littleford (VF : Naïke Fauveau) : Deidre (8 épisodes)
  - (Saison 3, Épisodes 6, 11, 17 et 22)
  - (Saison 4, Épisodes 9, 10, 11 et 18)

### Invités[6]
- Alan Dershowitz : Lui-même (Saison 2, Épisode 10)
- Alyssa Milano (VF : Magali Barney) : Meg Winston (la fille du maire, Saison 2, Épisode 11; Saison 5, Épisode 17)
- Amanda Peet : Shelley McCrory (Saison 1, Épisode 18)
- Amy Irving : Lindsay Shaw (Saison 4, Épisode 7)
- Amy Jo Johnson : La nièce du maire (Saison 6, Épisode 15)
- Ashley Gardner : Judith (Saison 5, Épisode 12)
- Bill Maher : Lui-même (Saison 3, Épisode 19)
- Bree Turner (VF : Alexia Lunel) : Tracy Crandall (Saison 6, Épisodes 13 et 17)
- Caroline Keenan (VF : Julie Turin) : Mindy (Saison 5, Épisode 5)
- Carrie Preston : Gayle (Saison 3, Épisode 22)
- Conan O'Brien : Lui-même (Saison 3, Épisode 01)
- Christine Taylor (VF : Hélène Chanson) : Catherine (la sœur de Caitlin Moore) (Saison 4, Épisode 13)
- Christopher Lloyd (VF : Pierre Hatet) : Owen Kingston (Saison 3, Épisode 18 et 20)
- Courtney Thorne-Smith : Danielle (Saison 1, Épisode 14; apparition Saison 3, Épisode 5)
- Dakota Fanning : Cindy (Saison 5, Épisode 10)
- Daphne Zuniga : Carrie (Saison 1, Épisode 21; apparition Saison 3, Épisode 5)
- Deborah Rush (VF : Brigitte Morisan) : Helen Winston (ex-femme du maire) (Saison 1, Épisodes 02, 17 et 23, saison 3 épisode 10)
- Denise Richards (VF : Barbara Delsol) : Jennifer Duncan (Saison 6, Épisodes 02, 07, 08 et 11)
- Donald Trump : Lui-même (Saison 2, Épisode 14)
- Ed Koch : Lui-même (Saison 2, Épisode 10)
- Eddie McClintock (VF : Benoît DuPac) : Robert (Saison 5, Épisode 8)
- Elizabeth Mitchell : Nancy Wheeler (Saison 6, Épisode 10)
- Farrah Fawcett (VF : Béatrice Delfe) : Claire Simmons (Saison 6, Épisodes 01, 04, 08 et 11)
- Frankie Muniz : Derek (Saison 3, Épisode 09)
- George Stephanopoulos (VF : Denis Laustriat) : Lui-même (Saison 1, Épisode 17)
- George Wendt : Dan Donaldson (Saison 1, Épisode 08)
- Jason Priestley (VF : Luq Hamet) : Scott (Saison 5, Épisode 13)
- Jayson Williams : lui-même (Saison 3, Épisode 09)
- Jeff Gordon : Lui-même (Saison 3, Épisode 09)
- Jenna Fischer : Une serveuse (Saison 5, Épisode 23)
- Jenna Stern : Nina (Saison 3, Épisode 14)
- Jennifer Garner : Becky (Saison 1, Épisode 10)
- Jimmy Fallon : Le photographe (Saison 2, Épisode 17)
- Joanna Going (VF : Sylvie Ferrari) : Julia Rhodes (Saison 5, Épisodes 15, 16 et 18)
- Joe Torre : Lui-même (Saison 3, Épisode 10)
- John Francis Daley (VF : Yoann Sover) : Spencer (Saison 6, Épisode 16)
- Judith Light : Christine (Saison 6, Épisode 13)
- Kathryn Joosten : Sœur Agnès (Saison 6, Épisode 08)
- Kevin Rankin : Kurt (Saison 5, Épisode 16)
- Kim Raver : Jeannie (Saison 2, Épisode 08)
- Lori Loughlin (VF : Sophie Gormezzano) : Michelle (Saison 6, Épisodes 05 et 06)
- Lou Diamond Phillips : Nate Scott (Saison 3, Épisode 07)
- Luke Perry (VF : Lionel Tua) : Spence Kaymer (Saison 1, Épisode 16)
- Marcia Cross (VF : Blanche Ravalec) : Joan Calvin (Saison 5, Épisode 01)
- Marin Hinkle : Carolyn (Saison 1, Épisode 24)
- Marlee Matlin : Sarah (Saison 1, Épisode 20)
- Martin Sheen (VF : Marcel Guido) : Ray (le père de Charlie) (Saison 6, Épisode 14)
- Maurice Godin (VF : William Coryn) : Trevor Rolfe (Saison 4, Épisodes 15, 16 et 21)
- Meredith Baxter : Macy (la mère de Mike) (Saison 2, Épisode 09 et 10)
- Michelle Phillips (VF : Claude Chantal) : Jane Moore (la mère de Caitlin) (Saison 6, Épisode 09)
- Mos Def : Monty (Saison 2, Épisode 15)
- Noelle Beck : Kaari (Saison 2, Épisode 22)
- Nipsey Russell : Lui-même (Saison 4, Épisode 02)
- Olivia d'Abo (VF : Monika Lawinska) : Alison Flaherty (Saison 6, Épisodes 01, 02 et 03)
- Patrick Ewing (VF : Frantz Confiac) : Lui-même (Saison 1, Épisode 17 et saison 4, épisode 22)
- Paula Abdul : Elle-même (Saison 3, Épisode 05)
- Perry King (VF : Jean-Claude Montalban) : Tom Crandall (Saison 6, Épisodes 13, 17, 18, 19 et 20)
- Philip Bosco : Randall Winston Senior (le père du maire) (Saison 3, Épisode 10)
- Priscilla Presley : Mary Paterno (Saison 3, Épisodes 17 et 18)
- Queen Latifah : Robin Jones (Saison 6, Épisodes 06 et 07)
- Raquel Welch (VF : Michèle Bardollet) : Abby Lassiter (la mère de Paul) (Saison 2, Épisodes 02 et 19 - Saison 5, Épisode 06)
- Regis Philbin (VF : Jean-Pierre Moulin) : 
  - Lui-même (Saison 2, Épisode 06; Saison 4, Épisode 08 et Saison 5, Épisode 04)
- Rena Sofer (VF : Caroline Lallau) : Samantha (Saison 5, Épisode 07)
- Rhea Durham (VF : Isabelle Maudet) : Elle-même (Saison 6, Épisode 09)
- Robert Hays (VF : Yves Beneyton) : le maire Stone Taylor (Saison 6, Épisode 21)
- Rosie O'Donnell (VF : Dorothée Jemma) : Elle-même (Saison 1, Épisode 17 et Saison 5, Épisode 15)
- Sam Lloyd : 
  - Walter (Saison 2, Épisode 14)
  - le paléontologue (VF : Guillaume Orsat) (Saison 5, Épisode 04)
- Sam Robards (VF : Bernard Lanneau) : Arthur (Saison 3, Épisodes 08, 09 ,13 et 15)
- Scott Wolf (VF : Bruno Choël) : Tim Connelly (Saison 5, Épisodes 20 à 23)
- Sean Whalen (VF : Xavier Fagnon) : Stevie (le cousin de Caitlin) (Saison 6, Épisode 09)
- Ted Shackelford (VF : Michel Paulin) : Barry (Saison 6, Épisode 01)
- Tom Amandes (VF : Bernard Lanneau) : Julian Wheeler (Saison 6, Épisodes 01, 02, 05 et 10)
- Tracy Pollan (VF : Déborah Perret) : Renée (Saison 2, Épisode 07) (caméo saison 3)
- Vanessa Marcil (VF : Dominique Westberg) : Kara (Saison 5, Épisode 23)
- Willie Garson : Ned (Saison 5, Épisode 05)
- Woody Harrelson (VF : Marc Saez) : Tommy Dugan (Saison 1, Épisode 09)

### Version française
Société de doublage : Studio SOFI
Direction artistique : Michel Bedetti
Adaptation des dialogues : Franco Quaglia et Jean-Yves Luley
Source VF : Doublage Séries Database

## Récompenses
- Golden Globe 1998 : Meilleur acteur dans une série comique pour Michael J. Fox
- Golden Globe 1999 : Meilleur acteur dans une série comique pour Michael J. Fox
- Golden Globe 2000 : Meilleur acteur dans une série comique pour Michael J. Fox
- Emmy Award 2000 : Meilleur acteur dans une série comique pour Michael J. Fox
- Golden Globe 2002 : Meilleur acteur dans une série comique pour Charlie Sheen

## Casting
Michael J. Fox a été contraint de quitter la série à la fin de la quatrième saison parce qu'il est atteint de la maladie de Parkinson. Il a été remplacé par Charlie Sheen dès le premier épisode de la cinquième saison.
Les quatre premières saisons de la série ont été tournées à New York entre 1996 et 2000. Lorsque l'acteur Charlie Sheen a rejoint la distribution à la suite du départ de Michael J. Fox, le tournage a été déplacé à Los Angeles de 2000 à 2002. Les comédiens Alexander Chaplin (James), Connie Britton (Nikki) et Victoria Dillard (Janelle) ont quitté la série à ce moment.
Comédien principal et producteur de la série, Michael J. Fox souhaitait que le rôle de Caitlin Moore soit confié à Heather Locklear après la fin de Melrose Place. L'actrice a accepté le rôle aussitôt,.

## Audiences
Le dernier épisode de la quatrième saison, marquant le départ de l'acteur principal Michael J. Fox, a réalisé la meilleure audience de l'ensemble de la série et compte parmi les audiences historiques de la télévision américaine (32,8 millions de téléspectateurs). Il s'agit de la 10e meilleure audience de la décennie 2000-2010 aux Etats-Unis.
Le remplacement de Michael J. Fox par Charlie Sheen, dans un rôle différent, a été bien accueilli par le public, avec notamment une hausse de 13% des adolescents. 
La série a toutefois été annulée la saison suivante, en 2002, en raison de la baisse des audiences.

## Cohérence et critiques
La série pose des soucis de cohérence à plusieurs reprises :
- Rags : d'une saison à l'autre, le petit chien de Carter a respectivement 20 ans (S03E01 - Le héros du jour), 23 ans (S03E18 - Retour vers le futur IV) puis 35 ans (S04E08 - Le maire au fond du trou). Le doublage le nomme même "Canaille" dans le premier épisode de la troisième saison.

- La famille du maire Winston : lorsque Randall Winston rencontre Jennifer (S02E04 - L'adieu), Mike tente de la faire passer pour la nièce du maire. James Hobert répond alors "que le maire n'a jamais eu ni frère ni sœur". Or, on apprend peu après non seulement que le maire a un frère de 53 ans (S04E04 - Le maire retourne à l'école) mais aussi qu'il a bel et bien une nièce dans le Kansas, Stéphanie, qui apparaît dans la saison 6 (S06E15 - On ne touche pas à la nièce du maire). Pourtant, la situation familiale du maire reste floue. En effet, lors d'un repas de Thanksgiving, le maire Winston trouve une bague dans une boîte de son père qui porte la mention "choses que je donnerai à Randall si je n'ai pas un autre fils" (S03E10 - Vive les repas de famille).

- Si le départ de Michael J. Fox a été orchestré sur 2 épisodes, ceux de Victoria Dillard (Janelle Cooper), Alexander Chaplin (James Hobert) et Connie Britton (Nikki Faber) n'ont même pas donné lieu à un complément d'information. Ils ont simplement "disparu" de la série. Le départ de Jennifer Esposito (Stacey Paterno) à la fin de la saison 3 était déjà passé inaperçu. Notons aussi que la jeune stagiaire Karen a bizarrement disparu de la série après un épisode, alors qu'elle avait été engagée à la mairie.